# Riste Stefanov
Riste Stefanov (in macedone Ристе Стефанов?; Kavadarci, 30 agosto 1981) è un ex cestista macedone con cittadinanza bulgara.

## Carriera
Con la Macedonia del Nord ha disputato i Campionati europei del 2009.

## Palmarès
- Coppa di Macedonia: 4

Rabotnički Skopje: 2004, 2005, 2015
MZT Skopje: 2012
- Coppa di Bulgaria: 3

Academic Sofia: 2006, 2007, 2008